# Alízia
Alízia (en grec antic Ἀλυζια) era una ciutat situada a la costa oest d'Acarnània. Segons Estrabó es trobava a quinze estadis del mar, on hi tenia un port i un santuari, tots dos dedicats a Hèracles. En aquest temple hi havia algunes escultures de Lísip, que representaven els treballs d'Hèracles, que un general romà va fer traslladar a Roma, ja que el lloc estava abandonat.

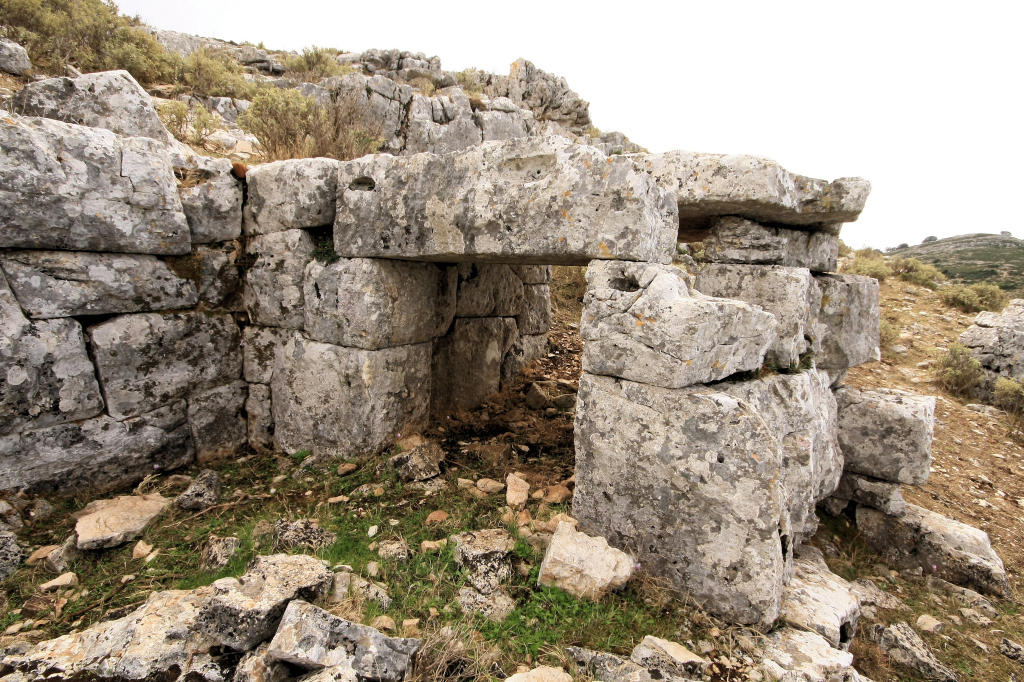
Restes de l'antiga Alízia

Segons Ciceró, Alízia es trobava a 120 estadis de Leucas. La tradició diu que la ciutat va ser fundada per Alizeu, un fill d'Icari, quan va ser rei d'Acarnània, segons expliquen Estrabó i Esteve de Bizanci.
Tucídides diu que l'any 374 aC es va lliurar la batalla naval d'Alízia entre l'atenenc Timoteu d'Anaflist, que tenia el control de la ciutat, i l'espartà Nicòloc. Xenofont explica que els grecs, vencedors, van aixecar un trofeu a Alízia.